# アンドレ・オブレヒト
アンドレ・オブレヒト（André Obrecht, 1899年8月9日 - 1985年7月30日）はフランスの死刑執行人である。彼は死刑執行人であるアナトール・デイブレルの甥であった。

## 生涯
1899年8月9日にパリで生まれた。幼少の頃から叔父である死刑執行人アナトール・デイブレルについて仕事を見習うようになる。デイブレルの実子はオブレヒトと同い年であったが早くに亡くなったため、オブレヒトとデイブレルは親子のような関係となった。
1922年4月4日、デイブレルの第二助手に就任する。政府からの給金は不十分なもので、副業として工場で機械のオペレーターとして働いて生計を支えるようになる。1939年にディブレルが急死すると、第一助手のジュール＝アンリ・デフルノー（オブレヒトのいとこ）が死刑執行人の職を継ぎ、オブレヒトはその第一助手となった。デフルノーとオブレヒトは不仲であったという。ドイツ占領下のフランスではレジスタンスの処刑にたずさわったが、同僚や友人とともに仕事をやめている。
1945年に仕事に復帰したが、デフルノーとの対立が激しくなり、1947年の処刑ののちに辞任した。1951年にデフルノーが死去すると、司法省に手紙を送って死刑執行人に立候補し、11月13日に正式に死刑執行人に就任した。以後、執行人としてギロチンによる死刑を執行した。
- 1951年、5人の死刑を執行
- 1952年、7人の死刑を執行
- 1953年、2人の死刑を執行
- 1955年、1人の死刑を執行
- 1956年、2人の死刑を執行
- 1957年、4人の死刑を執行
- 1958年、4人の死刑を執行
- 1959年、6人の死刑を執行
- 1960年、19人の死刑を執行
- 1961年、1人の死刑を執行
- 1964年、4人の死刑を執行
- 1965年、1人の死刑を執行
- 1966年、1人の死刑を執行
- 1967年、1人の死刑を執行
- 1969年、1人の死刑を執行
- 1972年、2人の死刑を執行
- 1973年、1人の死刑を執行
- 1976年、1人の死刑を執行

1960年だけ突出して多いのは、アルジェリア民族解放戦線（FLN）関係者が死刑になったためである。この年には副業であった工場労働者としての休暇を使いきってしまい、法務省の役人に頼んで会社経営者を説得してもらったが、結局は会社を辞めてまで死刑を執行したという逸話がある。
1976年9月30日に健康上の理由で辞任した。死刑執行人の職は、助手であり義理の甥であるマルセル・シュヴァリエが受け継いだ。1981年の死刑制度廃止により、シュヴァリエはフランス最後の死刑執行人となる。1985年7月30日、オブレヒトはニースの病院で死亡した。

## 伝記
- Jean Ker, Le carnet noir du bourreau: mémoires d'André Obrecht, l'homme qui exécuta 322 condamnés, De Villiers, Paris 1989. ISBN 2-7386-0045-X